# Trinh sát bằng hỏa lực
Trinh sát bằng hỏa lực (tiếng Anh: Reconnaissance by fire; còn được gọi là "Lửa đầu cơ", tiếng Anh: Speculative fire), là một chiến thuật chiến tranh, với cách thức lực lượng quân sự có thể bắn vào các vị trí tình nghi có địch để kích động khả năng phản ứng, do đó xác nhận sự hiện diện và vị trí của quân địch.

## Thế chiến thứ hai
Cuộc trinh sát bằng hỏa lực đã được quân đội Đồng minh sử dụng rộng rãi trong Thế chiến II trong cuộc chiến tại Mặt trận châu Âu chống lại phe Trục. Các đơn vị bọc thép thông thường sẽ tiến phía sau các đơn vị trinh sát bọc thép nhẹ. Đồng thời bộ binh sẽ có mặt để cung cấp hỗ trợ trong trường hợp phục kích bởi quân Đức. Phương pháp này tỏ ra quá chậm để giữ áp lực quân đối phương. Thay vào đó, đơn vị bọc thép của Mỹ tiếp tục tăng tốc ở tốc độ nhanh, dùng súng máy luân phiên để bắn ra cả bên trái và bên phải về phía trước. Họ sẽ bắn nhiều hơn hoặc ít hơn liên tục vào bất kỳ vị trí kẻ thù bị nghi ngờ khi chúng xuất hiện, ép và làm xao lãng mục tiêu của các lính bắn tỉa đối phương. Họ cung cấp cho các đoàn vận tải bằng xe tải trang bị súng để tự trinh sát. Súng máy M2 Browning cũng sử dụng chiến thuật này khi di chuyển qua các khu vực chưa chắc chắn hoàn toàn triệt tiêu lực lượng địch.

## Chiến tranh Việt Nam
Trong Trận Ia Đrăng của chiến tranh Việt Nam, một chỉ huy tiểu đoàn Quân đội Hoa Kỳ, Trung tá Hal Moore, nhận thấy rằng những người lính của ông có một lượng lớn đạn dược. Ông ra lệnh cho những người đàn ông của mình bắn bất cứ điều gì đáng ngờ. Số lượng lớn hỏa lực bắn vào thời điểm đó nhằm dẫn đến một nhóm những người lính Quân đội Nhân dân Việt Nam không bị phát hiện xâm nhập có thể tin rằng họ đã bị phát hiện và lộ diện, dẫn đến sự thiệt mạng của họ.